# 1738 en musique classique
| \| • Retour à la chronologie générale de la musique classique • \| |
| Grèce • Rome • Haut Moyen Âge • VIIIe siècle • IXe siècle • Xe siècle • XIe siècle XIIe siècle • XIIIe siècle • XIVe siècle • XVe siècle • XVIe siècle • XVIIe siècle XVIIIe siècle • XIXe siècle • XXe siècle • XXIe siècle |
| • Retour à la chronologie générale de la musique classique • |

| Années en musique classique : 1735 - 1736 - 1737 - 1738 - 1739 - 1740 - 1741    |
| Décennies en musique classique : 1700 - 1710 - 1720 - 1730 - 1740 - 1750 - 1760 |

## Événements
- 3 janvier : Faramondo, opéra de Georg Friedrich Haendel, créé au King's Theatre de Haymarket à Londres.
- 15 avril : Serse, opéra de Georg Friedrich Haendel, créé à Londres.
- Les sons harmoniques, de Mondonville.
- Cantates de Johann Sebastian Bach : Freue dich, erlöste Schar, Willkommen, ihr herrschenden Götter der Erden.
- Essercizi per gravicembalo de Domenico Scarlatti.

## Naissances

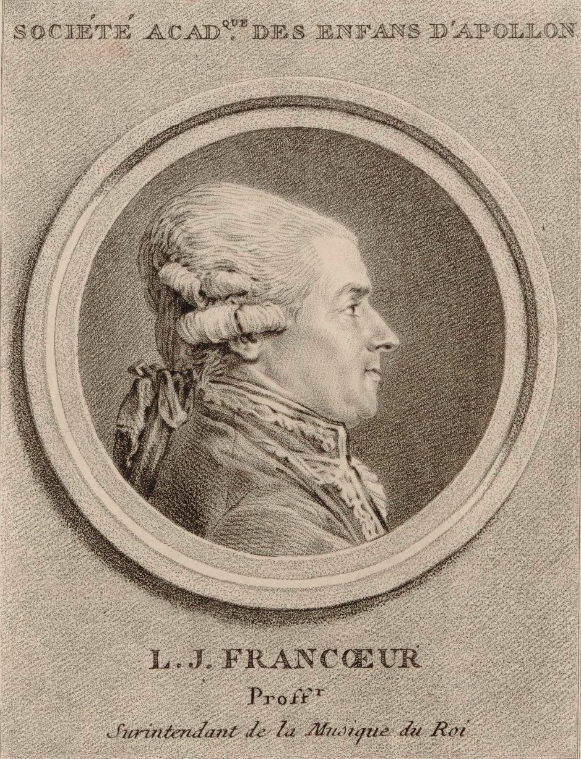
Louis Joseph Francœur

- 2 février : Jean-Georges Sieber, éditeur de musique français et musicien († 13 janvier 1822).
- 9 avril : François Giroust, compositeur français († 28 avril 1799).
- 10 avril : Jean-François Tapray, musicien et compositeur français († 18 décembre 1822).
- 17 avril : Philip Hayes, organiste et compositeur anglais († 19 mars 1797).
- 27 mai : Bonaventura Furlanetto, compositeur, maître de chapelle et pédagogue italien († 6 avril 1817).
- 3 juin : Pierre Vachon, compositeur français († 7 octobre 1803).
- 14 août : Leopold Hofmann, compositeur autrichien, († 17 mars 1793).
- 25 août : Giovanni Battista Borghi, compositeur italien († 25 février 1796).
- 8 octobre : Louis Joseph Francœur, violoniste français, compositeur, administrateur de l'Opéra († 10 mars 1804).
- 26 octobre : Louis-Charles-Joseph Rey, violoncelliste français († 12 mai 1811).
- 15 novembre : William Herschel, compositeur et astronome germano-britannique († 25 août 1822).
- 14 décembre : Johann Antonín Koželuh, compositeur tchèque († 3 février 1814).

Date indéterminée
- Thomas Ebdon, organiste, chef d’orchestre et compositeur anglais († 23 septembre 1811).
- Antonio Boroni, compositeur italien († 21 décembre 1792).

## Décès
- 17 janvier : Jean-François Dandrieu, compositeur français (° 1682).
- 22 décembre : Jean-Joseph Mouret, compositeur français (° 11 avril 1682).

Date indéterminée :
- Joseph Valette de Montigny, compositeur baroque français (° 1665).